# 松田詩野
松田 詩野（まつだ しの、2002年8月13日 - ）は、日本のプロフェッショナル・サーファー。血液型はA型。

## 経歴
神奈川県茅ヶ崎市出身。実家が海岸に近いところにあり、両親がロングボード・ボディボードをやっていたこともあり、その影響で詩野も自然とサーフィンをやるようになったという。6歳の時に地元茅ヶ崎のサーフィンスクールに入門、その初日にすぐに波乗りをマスターして周囲を驚かせた逸話を持つ。
2014年度、小学校6年生の時に日本サーフィン連盟公式検定にて、ショートボード1級・2級を取得。
2015年に茅ヶ崎市立第一中学校に進学。2016年7月の夢屋サーフィンゲームス田原オープン大会（愛知県・田原市赤羽海岸）にて日本プロサーフィン連盟（JPSA）公認プロ資格を取得。同大会では3位に入賞した。同じ2016年には第51回全日本サーフィン選手権大会（田原市赤羽海岸）のガールズ部門で優勝を飾る。この後、世界プロサーフィン連盟公式ツアーであるワールドサーフリーグ（WSL）ジャパンツアーに参戦を始め、WSL JAPAN第7戦のTRUMP Hyuga Pro（宮崎県日向市小倉ヶ浜海岸）にてシニアウィメンズ部門でプロ初優勝を果たした。
サーフィン日本代表（波乗りジャパン）には、2016年世界ジュニアサーフィン選手権大会（ポルトガル・アゾレス諸島）のU-18ガールズ代表メンバーに召集されたのが初であった。この2016年世界ジュニアでは3回戦で敗退している。
2017年はWSL JAPAN ウイメンズジュニア年間チャンピオンに輝く。2017年、2018年共にワールドサーフリーグランキングアジア女子部門で2年連続1位となった。
2018年にプロサーファーとして世界を転戦することを考え、通信制高等学校に進学。高校進学直後のWSL Q1000の一宮千葉オープン（千葉県一宮町・釣ヶ崎海岸）女子シニアで優勝。2018年世界ジュニアサーフィン選手権大会（アメリカ合衆国・カリフォルニア州ハンティントンビーチ）では女子U-16で銀メダルを獲得し、団体金メダルを獲得した。
2019年になると、5月に釣ヶ崎海岸で開催された第1回ジャパンオープンオブサーフィンに出場。日本のトップクラスサーファー16名によるこの大会では決勝戦で中塩佳那を下して初代ジャパンオープン女王となった。9月には2020年東京オリンピックの出場枠が賭けられた『2019 ISA World Surfing Games』（宮崎県宮崎市・木崎浜海岸）に出場し、アジア選手最高の15位となって東京オリンピック出場権をほぼ手中とした。
2020年3月、バービーロールモデルプログラムにもとづきバービー人形のモデルに選ばれた。黒柳徹子、大坂なおみに続いて日本人として3人目。
2021年3月10日、飛鳥未来高等学校を卒業した。
2024年パリ五輪予選を兼ねた今年のワールドゲームズ（ＷＧ＝世界選手権に相当、5～6月、エルサルバドル）でアジア最上位の13位となり、全競技を通じて日本勢第1号のパリ五輪代表に内定した。来年２月開幕のＷＧ（プエルトリコ）に出場する条件を満たし代表権が確定した。パリオリンピックでは 風が入りコンディションが悪く、バレル（ホレた波）も少ない中でプレーとしベストを尽くせず、準々決勝敗退となった

## 人物
- 中学時代のあだ名は世界中を転戦していたことから「世界の松田」。
- 歌手の西野カナが2017年に発表した「Girls」のミュージック・ビデオに、詩野が『期待の女子アスリート』として出演している[22]。
- 父と姉が漫画好きであり、その影響で詩野も漫画をよく読む。好きな作品は『あたしンち』（作：けらえいこ）であると語っている[23]